# 克勞伯格巴赫河
51°02′30″N 7°09′28″E / 51.041683°N 7.157700°E
克勞伯格巴赫河（德語：Klaubergbach），是德國的河流，位於該國西部，處於北萊茵-威斯特法倫州，屬於丁恩河的左支流，河道全長1.4公里，流域面積0.95平方公里。